# 中国高腹菌
中国高腹菌（学名：Gautieria sinensis）是属于钉菇目钉菇科高腹菌属的一种担子菌。该种分布于中国。其种加词“sinensis”意为“中华的”。